# Volkswind
Volkswind GmbH pertenece a los líderes de los Productores Independientes de Energía (IPP) y con más de 40 parques eólicos en operación propia es uno de los operadores más grandes en Alemania. La empresa fue fundada en 1993 por Martin Daubner y Matthias Stommel, anteriores empleados de Enercon. La oficina principal se encuentra en Ganderkesee, Alemania, pero Volkswind tiene sucursales en Francia, Inglaterra, Polonia y Bulgaria.
La empresa desarrolla y financia, construye y opera parques eólicos.

## Historia y jalones
1993
- La fundación de Volkswind como IPP

- Instalación de la primera turbina con una capacidad de 500 kW

1997
- Adquisición del castillo de Egeln (Sajonia-Anhalt) como nueva oficina principal

1998
- Desarrollo de la turbina más grande del mundo con una capacidad de 4,5 MW (Enercon E 112: altura:124m; rotor: 112m)

2001
- Más de 50 MW instalados

2002
- Inauguración de la sucursal en París, Francia

- Más de 100 MW instalados

2005
- Inauguración de la sucursal en Goleniow, Polonia

- Inauguración de la sucursal en Mánchester

- Instalación de la turbina más alta del mundo , Vestas V90 (125 m)

- Más de 200 MW instalados

2006
- Desarrollo del parque eólico más grande en ese entonces en Francia (60 MW)

- Más de 300 MW instalados

2007
- Inauguración de la nueva oficina principal en Ganderkesee

- Inauguración de la sucursal en Varna, Bulgaria

- Más de 400 MW instalados